# Latenza del virus
La latenza del virus (o latenza virale) è la capacità di un virus patogeno di rimanere dormiente (latente) all'interno di una cellula, indicato come parte lisogenica del ciclo di vita virale. 
Un'infezione virale latente è un tipo di infezione virale persistente che si distingue da un'infezione virale cronica. La latenza è la fase del ciclo vitale di alcuni virus in cui, dopo l'infezione iniziale, cessa la proliferazione delle particelle virali. Tuttavia, il genoma virale non è completamente sradicato. Il risultato è che il virus può riattivarsi e iniziare a produrre grandi quantità di progenie virale (la parte litica del ciclo di vita virale) senza che l'ospite venga nuovamente infettato da un nuovo virus esterno e rimanga all'interno dell'ospite a tempo indeterminato.
La latenza del virus non deve essere confusa con la latenza clinica durante il periodo di incubazione quando un virus non è inattivo. 